# Tacna (distrikt)
Tacnadistriktet är ett av tio distrikt i provinsen Tacna i departementet med samma namn. Även distriktets huvudort heter Tacna.
Befolkningen uppgår till 97 247 invånare och ytan till 2 407,18 km², vilket ger en befolkningstäthet på 40,4 invånare per km².
Distriktet ligger på en höjd av 562 m ö.h.